# Jason Cain
Jason Cain (Philadelphia, Pensilvania, 31 de mayo de 1985) es un jugador de baloncesto estadounidense con pasaporte alemán. 

## Trayectoria
El pívot formado en Virginia Cavaliers, nació en Philadelphia y tiene una dilatada experiencia en Europa 
Cain integró las filas de tres equipos diferentes de la Bundesliga Alemana, a donde llegó directamente desde su etapa universitaria en los Estados Unidos formando parte del equipo de Virginia Cavaliers.
En la temporada 2013–2014 disputó la LEB Oro, ya que integró las filas del Leyma Básquet Coruña, club con el que promedió 12.5 puntos y 6.2 rebotes por partido. Su buen año en La Coruña le sirvió para firmar un buen contrato de dos temporadas con el Petro Luanda angoleño, club con el que ganó la Copa de África.
En 2016, el jugador con pasaporte comunitario firma con el Marín Ence Peixegalego durante una temporada en LEB Oro, y que consiguió muy buenos números con 11,6 puntos y 5,3 rebotes de media por partido y una valoración media de 12,3.
En diciembre de 2017, el TAU Castelló se refuerza con el ala-pívot con un contrato para dos meses con la posibilidad de acabar la temporada con el conjunto azulejero, debido a la baja de varios jugadores en la plantilla.

### Clubes
| Club                         | País     | Año         |
| ---------------------------- | -------- | ----------- |
| Phantoms Braunschweig        | Alemania | 2007 - 2011 |
| Eisbären Bremerhaven         | Alemania | 2011 - 2012 |
| BBC Bayreuth                 | Alemania | 2012 - 2013 |
| Básquet Coruña               | España   | 2013 - 2014 |
| Atlético Petróleos de Luanda | Angola   | 2014 - 2016 |
| Marín Peixegalego            | España   | 2016 - 2017 |
| TAU Castelló                 | España   | 2017 - 2018 |
| Los Leones de Quilpué        | Chile    | 2018        |